# Odynerus sinuatofasciatus
Odynerus sinuatofasciatus är en stekelart som beskrevs av Costa 1888. Odynerus sinuatofasciatus ingår i släktet lergetingar, och familjen Eumenidae. Inga underarter finns listade i Catalogue of Life.